# Сангушко, Роман Владиславович
Роман Дамиан Евстахий Павел Сангу́шко, князь герба Погоня (17 октября 1832, Переворск — 19 октября 1917, Славута) — общественный и политический деятель, промышленник и землевладелец, коллекционер. Первый и последний ординат заславский. Состоял в придворном звании камергера. Был пожалован чинами действительного статского советника и шталмейстера.

## Биография
Родился 17 октября 1832 года в семье князя Владислава Иеронима Сангушко и Изабеллы из Любомирских Сангушко в Пшеворске.
Образование получил во Франции в Париже. В 1851 году получил степень бакалавра психологии, позже изучал физику в Сорбонне.
Камергер русского царя, ротмистр императорской гвардии, член управления государственными стадами с 1901 года, советник Заславского уезда 1904 года, кавалер большой ленты турецкого ордена Меджида.
Во второй половине 1860-х вступил во владение Заславщиной. На то время в имение входили 3 города и 95 сел.
Выкупил у одесских купцов часть родового архива Станислава Щенсного Потоцкого после ареста его сына Мечислава и разрушения имения Потоцких в Тульчине.
19 октября 1868 в Праге вступил в брак с графиней Каролиной де Тун Гогенштайн (1848—1916). Детей не имел.
12 апреля 1907 года на основе своих волынских владений основал Заславскую ординацию, которая была согласована указом российского царя Николая II.
В ноябре 1907 года избран председателем консервативной Польской краевой партии в Киевской, Волынской и Подольской губерниях.

### Версии убийства
Летом 1917 года из Здолбунова в Славуту был передислоцирован 264-й пехотный запасной полк Русской императорской армии, в подразделении ввели расписание и командование с целью предотвратить погромы еврейского населения. Дополнительным аргументом, послужило наличие в имении Романа Сангушко хорошо тренированной лесной стражи, числом шестнадцать ингушей. В начале октября крестьяне села Радошевка начали самовольную порубку княжеского леса, поэтому стража была командированна на место инцидента. Отсутствие противовеса стало причиной того, что российские солдаты совершили нападение на имение Романа Сангушко в Славуте. Старый князь встретил мятежников на крыльце собственного дома и спросил их о том, чего они хотят. В ответ дезертиры сбросили 85-летнего старика на штыки и начали грабеж дворца.
По другим источникам полк был расквартирован в селе Улашановка у Славуты, поэтому самовольной вырубкой леса занимались сами солдаты. Из-за этого между ними и лесной стражей возник конфликт, который и стал причиной нападения российских военных на имение князя. После задержания Романа Сангушко повели к центру города через «длинную» пешеходную кладку. По дороге князь споткнулся и был на месте заколот солдатскими штыками. Непосредственное участие в убийстве приняли трое человек.

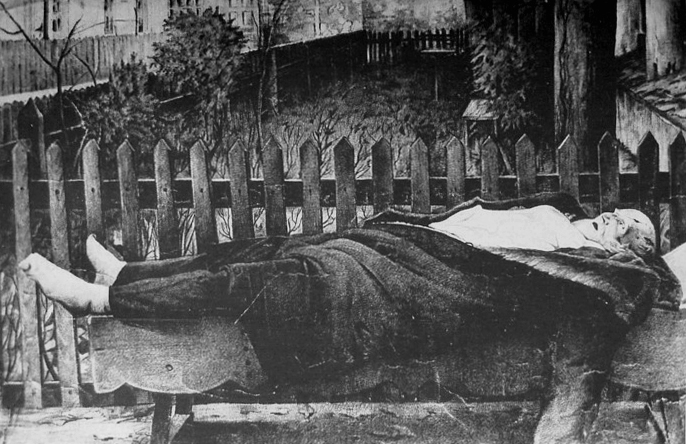
Тело замученного князя Романа Дамиана Сангушко

В деле обвинения Окружного корпусного суда Временного правительства, проходившем в Славуте в течение 23-26 октября, было установлено, что Роман Сангушко был убит по предварительному сговору унтер-офицера Петра Машашина и солдат Петра Зиновина, Василия Иевлева, Филиппа Короленко, Левашова и других неустановленных лиц. С этой целью они ворвались к княжескому дворцу, вывели Романа Сангушко на двор и «умышленно нанесли князю 31 рану, из которых 2 пробили сквозь правое легкое, одна — сердце и пищевод и одна прошла к аорте и позвоночнику, в результате чего наступила смерть князя».
Газета «Волынь» 29 октября 1917 года писала, что формальным поводом к нападению на дворец послужило требование россиян выдать командира лесной стражи: «Погром [дворца] продолжался до 4-5 часов вечера. Когда дворец был разгромлен, солдаты вывели из дворца князя Сангушко, одетого в шубу, и повели по улице, что примыкала к имению. В адрес князя раздавались крики: „Арестовать его!“, „Убить его!..“ др. А когда Сангушко хотел остановиться, солдаты сзади подталкивали его в спину прикладами. „Расступись, стрелять буду“, — раздалось из толпы, и он расступился, оставив Сангушко. В это время выскочил из общины какой-то солдат и нанес Сангушко удар по голове. Вслед за ним солдаты начали бить князя штыками и прикладами куда попало. Закончив расправу, потащили Сангушко по земле, а вскоре оставили лежать мертвым на улице возле больницы.»
Приемная дочь князя Ева Жищевская писала в своих воспоминаниях, что отца убили в собственном кабинете.
Похоронили князя 22 октября 1917 года в крипте славутского костела святой Дороты.